# Bob Verstraete
Bob Verstraete, né le 2 novembre 1948 à Aarschot est un homme politique belge flamand, membre du OpenVLD.

## Biographie
Bob Verstraete est agrégé de l'enseignement moyen inférieur et ancien enseignant.
Il fut président des jeunes PVV à Aarschot (1976 - 1979), puis du  
PVV à Aarschot (1980 - 1982) et enfin secrétaire de cabinet (1999 - 2003). 

## Fonctions politiques
- conseiller communal à Aarschot (1983 -)
- conseiller de CPAS à Aarschot (1977 - 1982)
- échevin à Aarschot :
  - (1983 - 1994)
  - (2007 - )
- Député au Parlement flamand :
  - du 10 juin 2003 au 13 juin 2004
  - depuis le 17 octobre 2007 (en remplacement de la ministre Patricia Ceysens)  au 7 juin 2009